# Gruvschakt

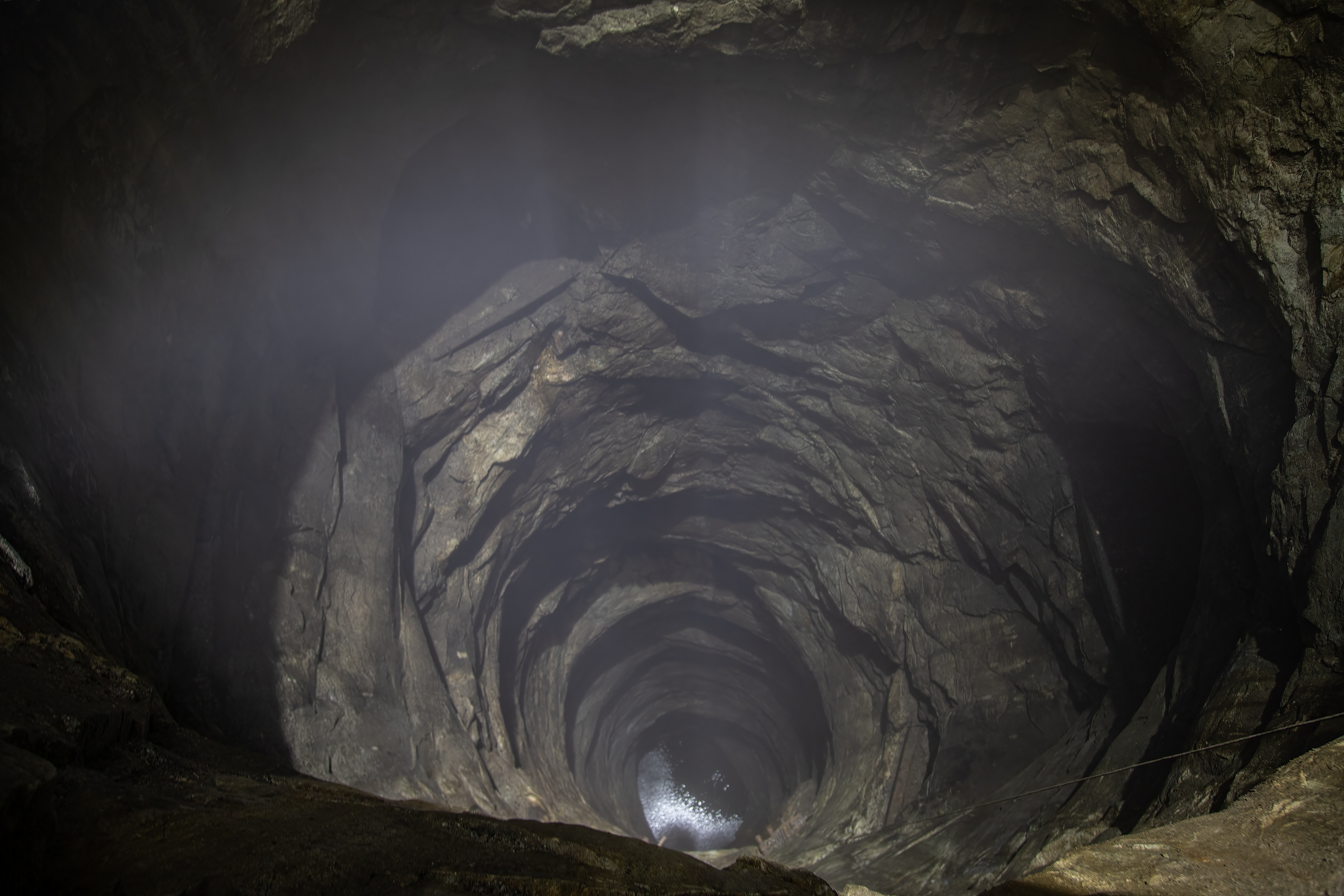
Drottning Christinas schakt i Sala silvergruva. Vyn är från 26 meters nivå ned till vattenytan på 130 meters nivå.

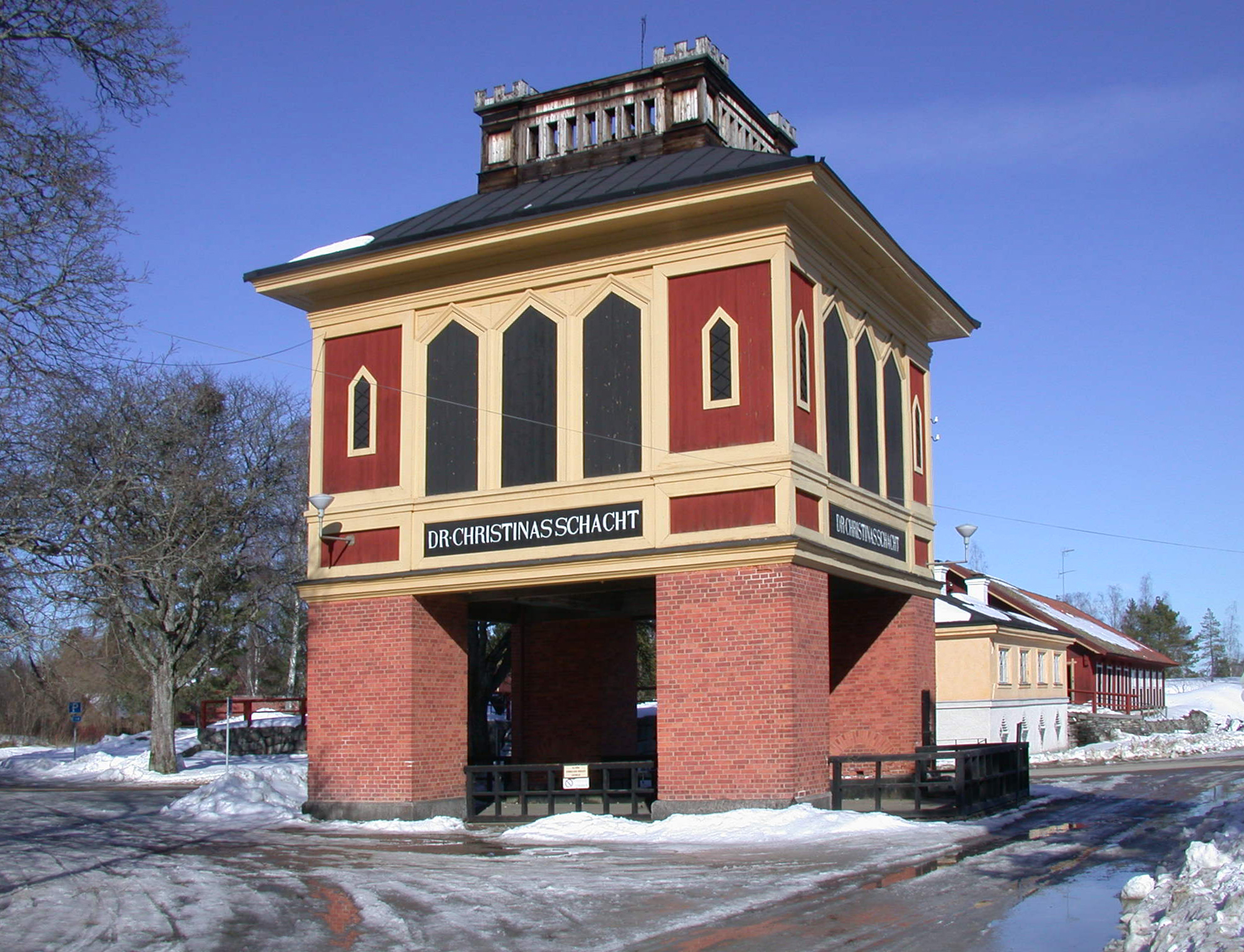
Drottning Christinas schakt på marknivå.

Gruvschakt är en avgränsad hålighet i marken, oftast sprängd i berg. Syftet med ett gruvschakt är att komma åt en malm- eller mineralfyndighet. Ett gruvschakt kan vara allt från ett tiotal meter till över tusen meter djupt. 
Schakt kan vara lodräta eller lutande. Lutande schakt kallas donlägiga.
Ovanför gruvschaktet kan en tornliknande byggnad finnas uppförd, en lave eller gruvlave. I laven finns anordningar för transport av materiel, personal och bruten malm.
I schaktet under en lave finns elledningar, rör, stegar och gejdrar (styrningar) för hissarna (skiparna).